# Goldingen SG
| SG ist das Kürzel für den Kanton St. Gallen in der Schweiz. Es wird verwendet, um Verwechslungen mit anderen Einträgen des Namens Goldingen zu vermeiden. |

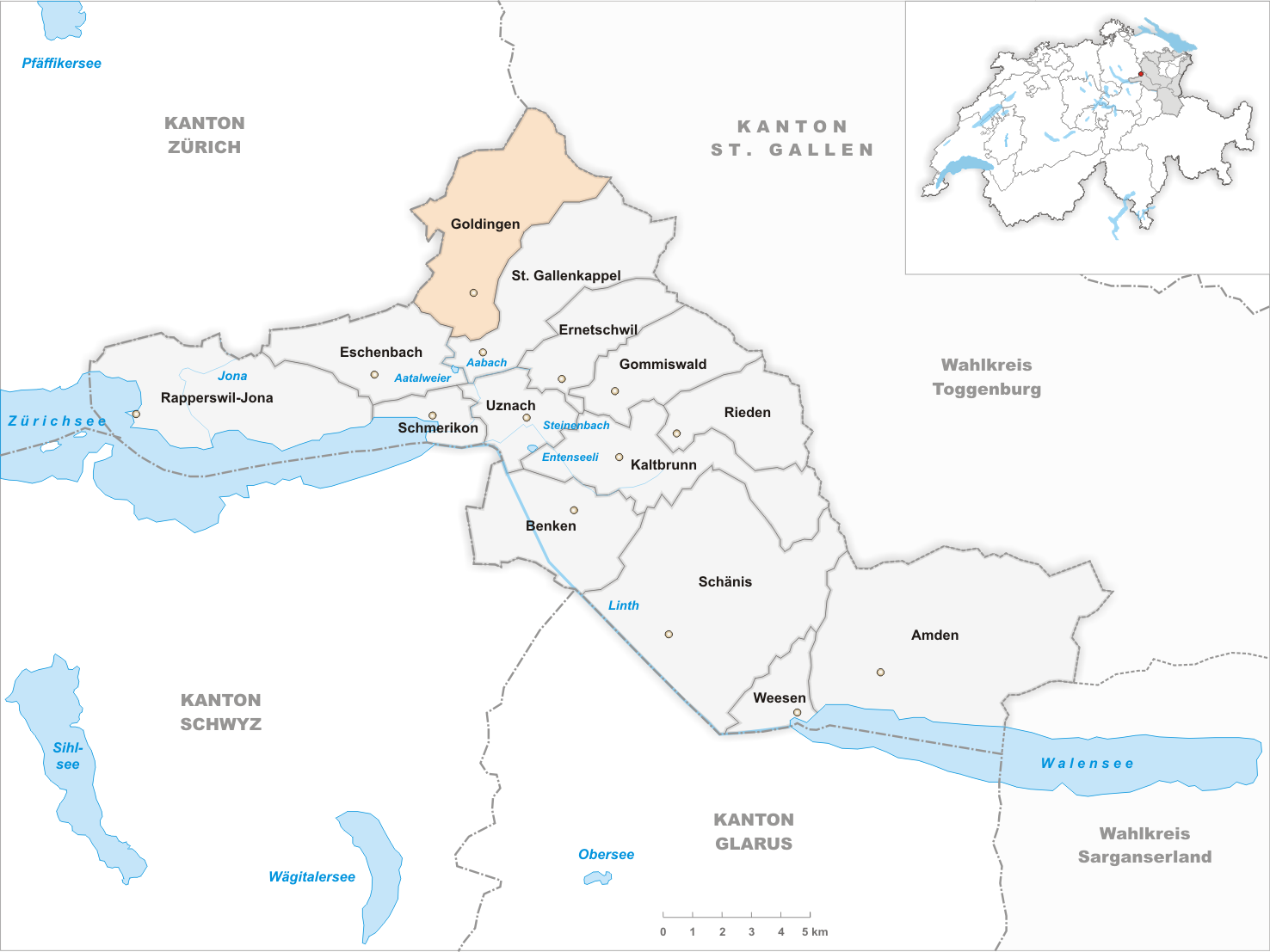
Gemeindestand vor der Fusion am 1. Januar 2013

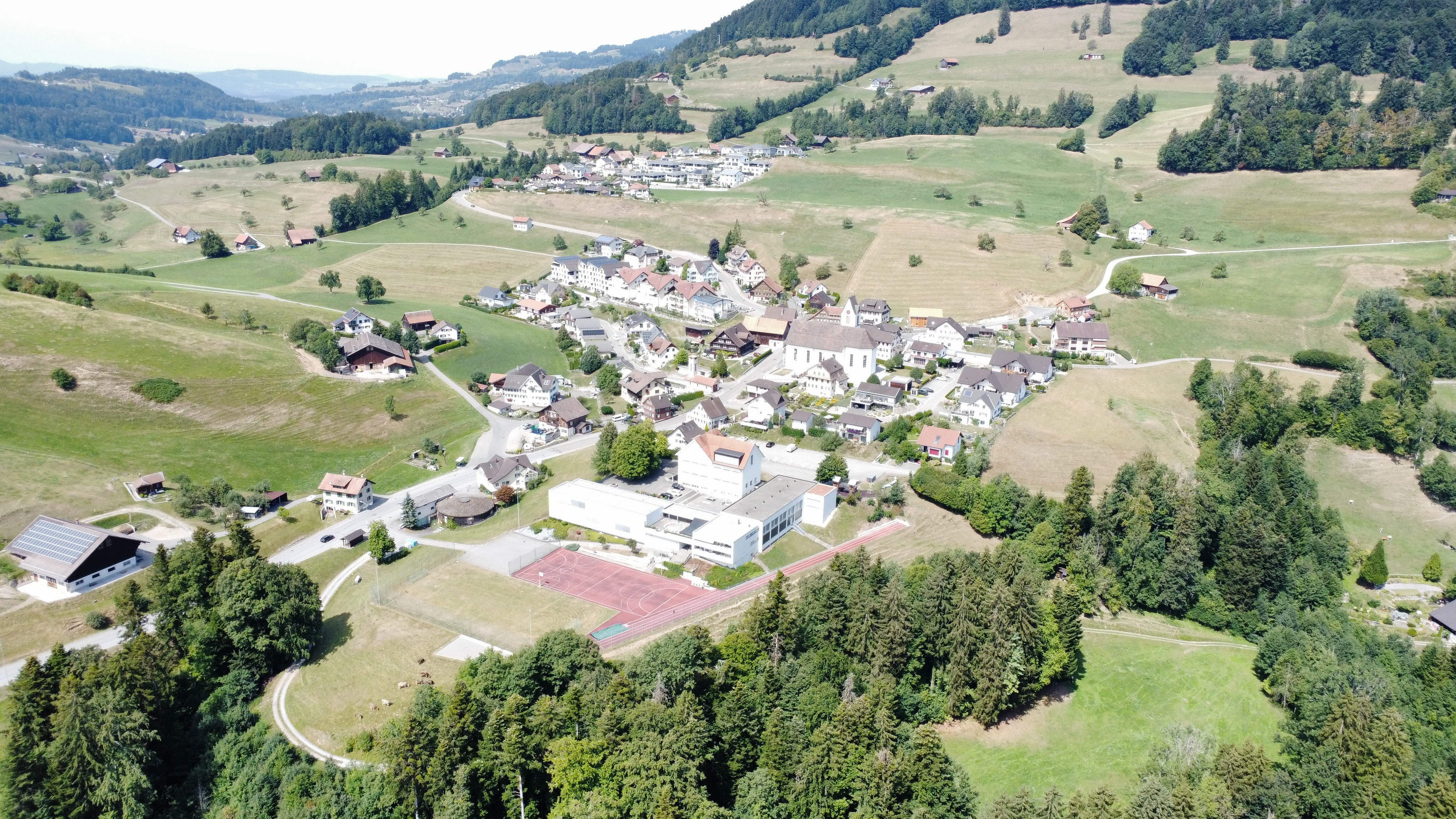
Luftbild vom Dorf Goldingen und Egligen

Goldingen ist eine ehemalige politische Gemeinde und eine Ortschaft der Gemeinde Eschenbach im Wahlkreis See-Gaster im Kanton St. Gallen.

## Geografie

Luftbild von Werner Friedli aus dem Jahr 1965

Goldingen liegt etwa fünf Kilometer östlich von Wald ZH und sechs Kilometer nordöstlich des Zürichsees. Die Gemeinde bestand aus den Dörfern Goldingen und Hintergoldingen und zahlreichen Weilern und Einzelhöfen. Im hinteren Goldingertal liegt der Atzmännig, ein beliebtes Ausflugsziel mit einer Rodelbahn und Skiliften, sowie einer Sesselbahn zum Oberatzmännig (1185 m ü. M.).

## Bevölkerung
| Bevölkerungsentwicklung der Gemeinde Goldingen | Bevölkerungsentwicklung der Gemeinde Goldingen | Bevölkerungsentwicklung der Gemeinde Goldingen | Bevölkerungsentwicklung der Gemeinde Goldingen | Bevölkerungsentwicklung der Gemeinde Goldingen | Bevölkerungsentwicklung der Gemeinde Goldingen | Bevölkerungsentwicklung der Gemeinde Goldingen | Bevölkerungsentwicklung der Gemeinde Goldingen |
| ---------------------------------------------- | ---------------------------------------------- | ---------------------------------------------- | ---------------------------------------------- | ---------------------------------------------- | ---------------------------------------------- | ---------------------------------------------- | ---------------------------------------------- |
| Jahr                                           | 1850                                           | 1900                                           | 1950                                           | 1980                                           | 2000                                           | 2010                                           | 31. Dez. 2012                                  |
| Einwohner                                      | 1053                                           | 885                                            | 1072                                           | 870                                            | 1045                                           | 1121                                           | 1129                                           |
| Quelle                                         | [ 2 ]                                          | [ 2 ]                                          | [ 2 ]                                          | [ 2 ]                                          | [ 2 ]                                          |                                                |                                                |

## Geschichte
Die ältere Namensform ist Goldelingen, belegt ab 1266. Der Ortsname ist abgeleitet von einem Personennamen Goldilo. Die moderne Schreibung tritt ab 1379 auf.
In der Helvetik 1798 bis 1803 gehörte Goldingen dem Distrikt Rapperswil des Kantons Linth an. Von 1803 bis 1831 gehörte Goldingen, das eine eigenständige politische Gemeinde war, dem sanktgallischen Kreis Eschenbach im Bezirk Uznach an. Seit der Bezirksreform 1831 gehörte Goldingen dem Seebezirk an. 2003 wurde Goldingen in den Wahlkreis See-Gaster eingegliedert. 2013 fusionierte Goldingen mit Eschenbach und St. Gallenkappel zur neuen Gemeinde Eschenbach.
Das Goldingertal, insbesondere das Dorf Goldingen und seine Käserei waren Schauplatz im Fernsehfilm «Die Käserei in Goldingen», der am 5. Dezember 2010 seine Premiere im Schweizer Fernsehen hatte.

## Persönlichkeiten
- Ferdinand Rüegg (20. April 1847 in Goldingen; † 14. Oktober 1913 in Tübach), Bischof von St. Gallen.
- Lilli Palmer (* 24. Mai 1914 in Posen, Preussen; † 27. Januar 1986 in Los Angeles), Schauspielerin, Autorin und Malerin, lebte von 1960 bis kurz vor ihrem Tod 1986 in Goldingen. Sie erhielt 1979 in Goldingen das Schweizer Bürgerrecht. Ihre Villa La Loma  wurde 1997 weitgehend abgerissen und neu gebaut.[4][5][6]
- Carlos Thompson (1923–1990), argentinischer Schauspieler und Schriftsteller, lebte mit seiner Ehefrau Lilli Palmer in Goldingen.[5]
- Marlies Glaus-Oberholzer (* 25. April 1958 in Goldingen), Skirennläuferin

## Sehenswürdigkeiten

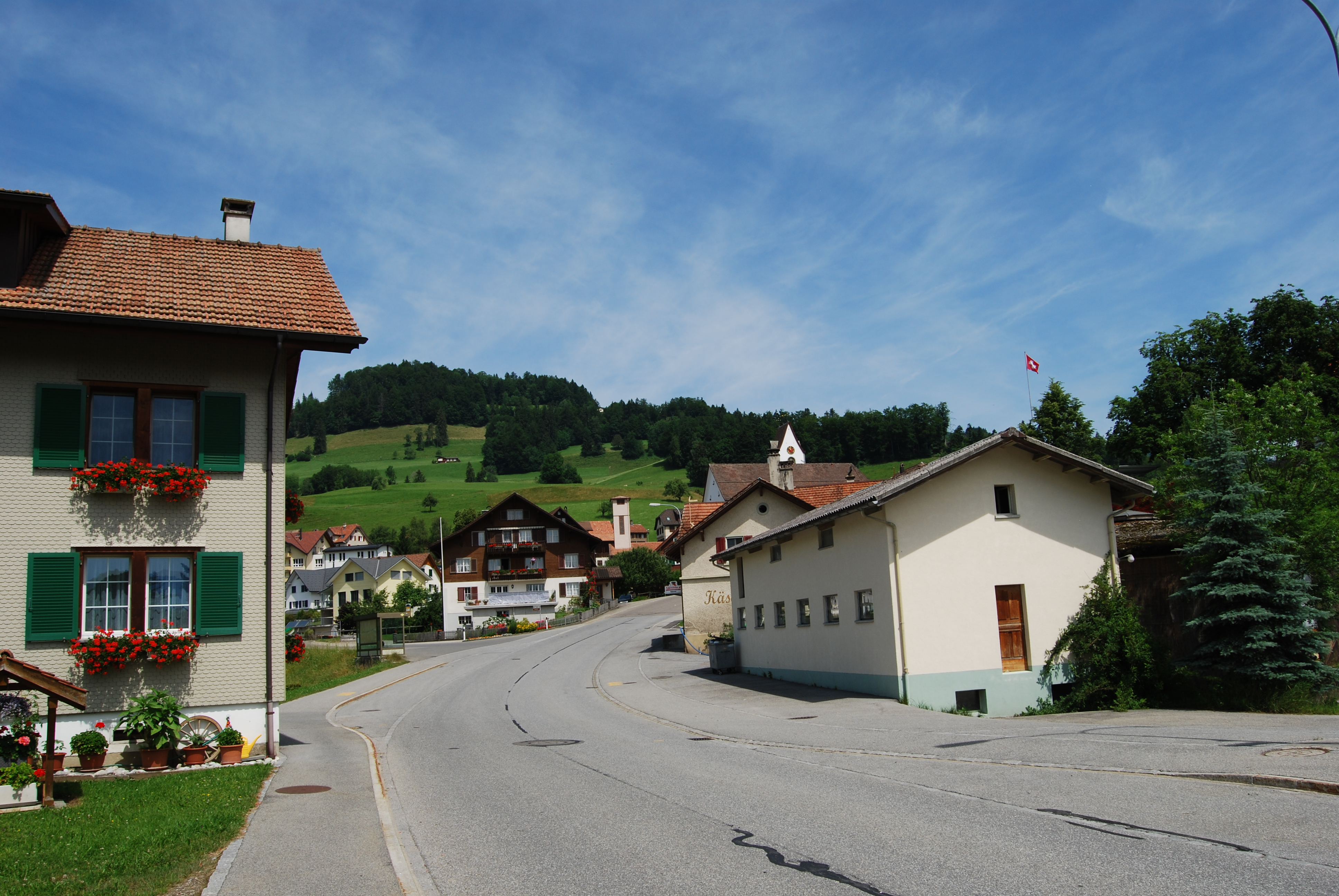
Dorfzentrum von Goldingen
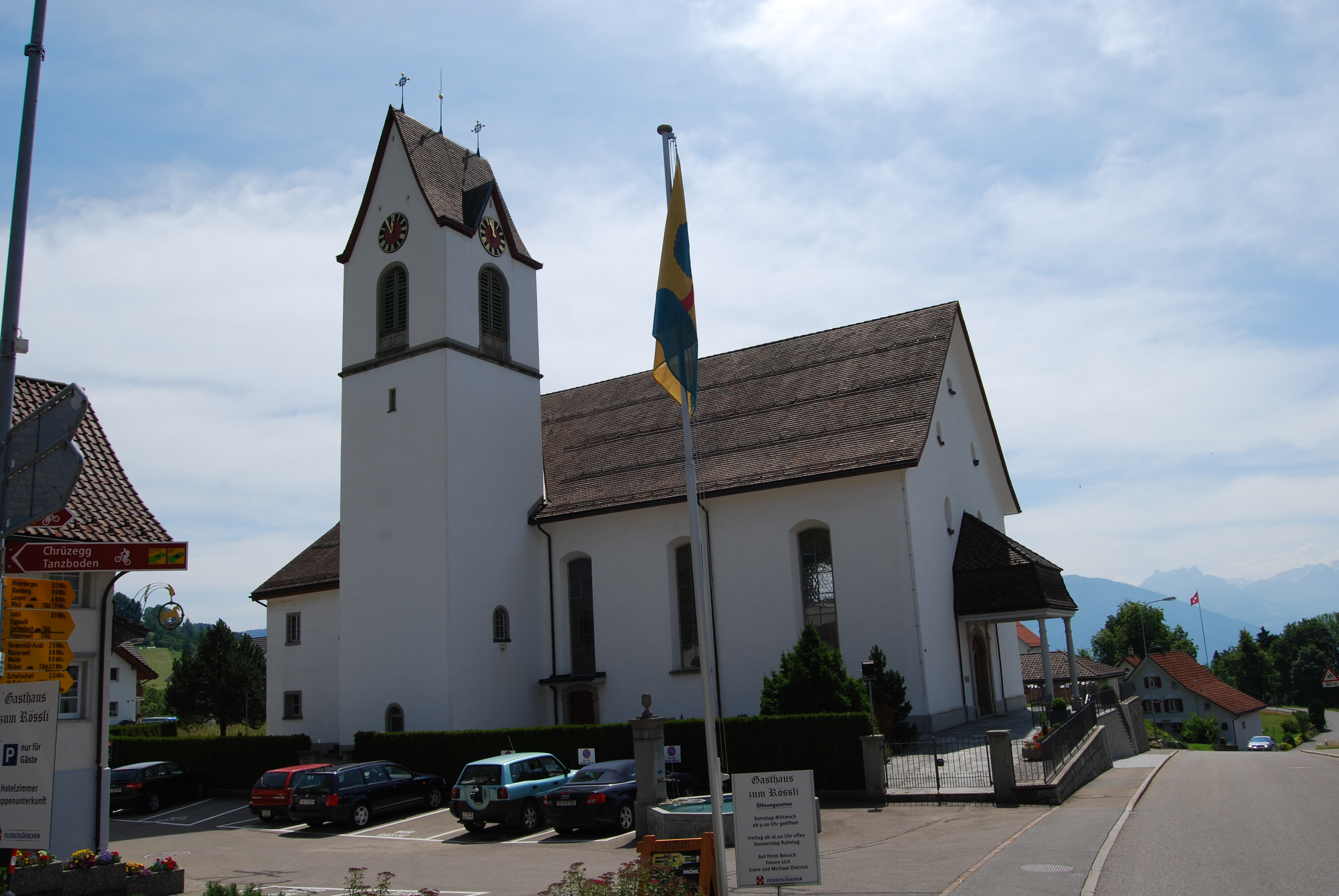
Kirche von Goldingen
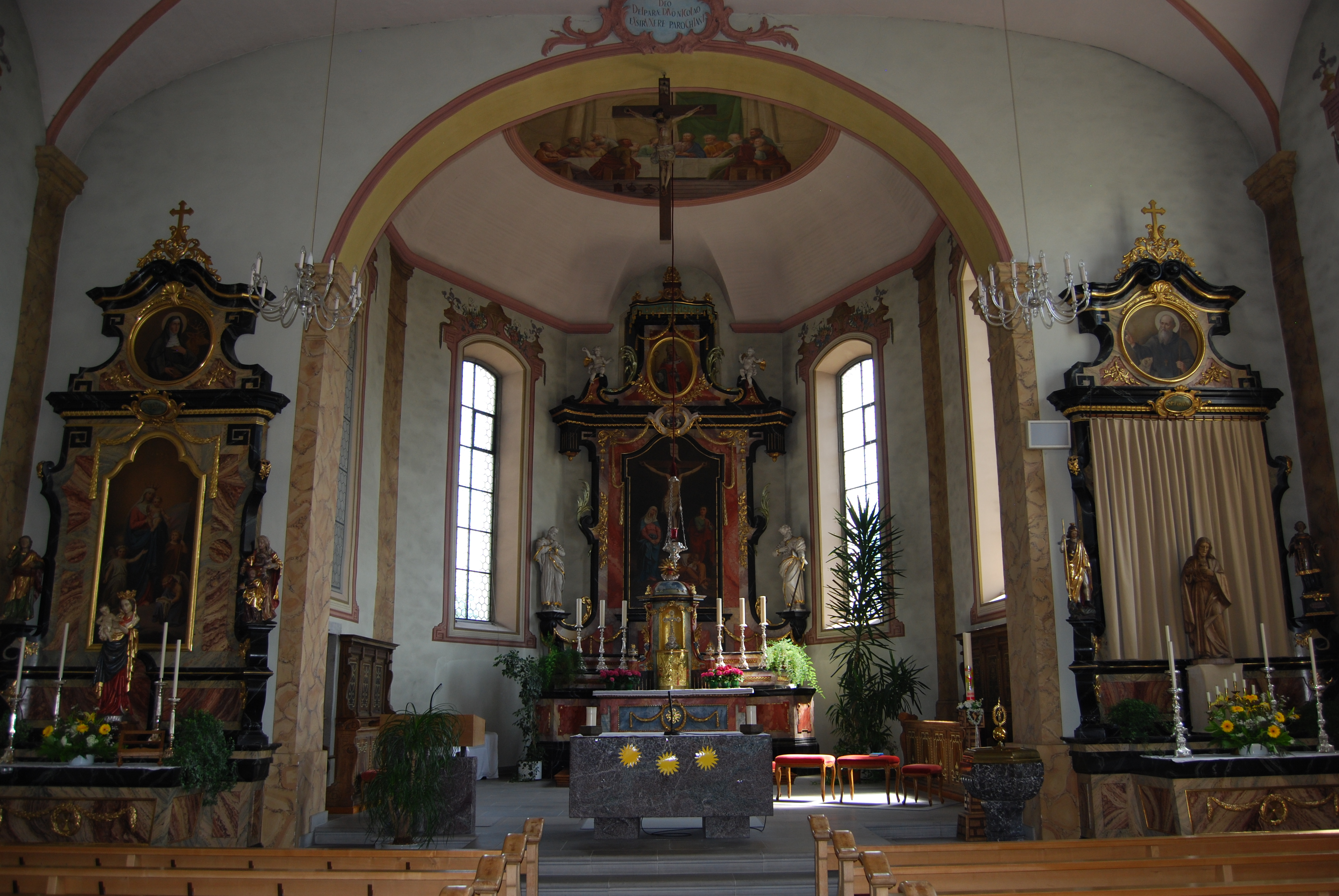
Innenansicht der Kirche